# التینچی
التینچی ( به لاتین: Altınca) یک منطقهٔ مسکونی در جمهوری آرتساخ است که در استان کاشاتاق واقع شده‌است.